# Bitka pri Klock's Field
Bitka pri Klock's Field je bil spopad med ameriško revolucionarno vojno v regiji Mohawk Valley v New Yorku med britanskimi in lojalističnimi silami pod vodstvom podpolkovnika sir Johna Johnsona, 2. baroneta ter milico New Yorka in vpoklici pod vodstvom brigadnega generala Roberta Van Rensselaerja. Bitka se je zgodila na severni strani reke Mohawk v današnjem St. Johnsvilleu v okrožju Montgomery, New York. Izid je bil neprepričljiv, saj nobena stran ni mogla potrditi jasne zmage.

## Ozadje
Avgusta 1780 je generalmajor Frederick Haldimand, guverner province Quebec, odobril obsežen napad na dolini Schoharie in reke Mohawk v New Yorku. Odpravo so sestavljali vojaki iz 8. pehotnega polka, 34. pehotnega polka, Butlerjevih rangerjev in Kraljevega kraljevega polka New Yorka, znanega tudi kot Royal Yorkers. Sodelovali so tudi Brantovi prostovoljci, neodvisna četa Leake, oddelek Hesse-Kassel jägerjev in seneških bojevniki pod vodstvom Sayenqueraghte in Cornplanterja. 940-članski sili so se pridružili tudi možnar coehorn, 3-stotno "kobilico" in deset vojakov Kraljeve artilerije.
Odprava pod poveljstvom podpolkovnika sira Johna Johnsona je 2. oktobra odplula iz Oswega ob Ontarijskem jezeru. Z bateauxi (čoln) in peš so se odpravili po reki Oswego do jezera Onondaga in zapuščene vasi Onondaga, ki jo je prejšnje leto uničila kontinentalna vojska. Johnsonove sile so se po kopnem odpravile proti reki Susquehanna, ki so jo dosegle 13. oktobra. Odprava je nato sledila reki Susquehanna in potoku Charlotte do višine kopnega zahodno od doline Schoharie, kjer so se utaborili 16. oktobra.
Odprava je v dolino vstopila zgodaj naslednje jutro. Prebivalci so bili vnaprej opozorjeni in večina jih je pobegnila v zaščito treh utrdb v dolini. Johnson je obšel Zgornjo utrdbo in nadaljeval do Srednje utrdbe, ki jo je oblegal. Ker njegovo topništvo ni imelo velikega učinka in ker se garnizija Srednje utrdbe ni hotela predati, je Johnson po nekaj urah opustil obleganje in nadaljeval proti severu. Medtem so njegove sile plenile in požigale; uničevale so hiše, skednje, kašče, cerkve in mline. Po kratkem napadu na Spodnjo utrdbo so se Johnsonove sile utaborile na zahodni strani potoka Schoharie nekaj milj južno od reke Mohawk. Zaradi skoraj neprehodne ceste je Johnson ukazal svojemu topniškemu oddelku, naj zakoplje coehorn v močvirje.
Naslednje jutro je Johnson poslal Josepha Branta s svojimi prostovoljci in četo Butlerjevih rangerjev čez Schoharie, da bi uničili hiše in skednje v bližini Fort Hunterja. Ko je Johnson dosegel reko Mohawk, je razdelil svoje sile in poslal tri čete Royal Yorkers in polovico Senekov čez reko. Obe koloni sta nato nadaljevali proti zahodu, požigali vse strukture, ki so preživele prejšnje napade, preden sta se utaborili na rtičih, znanih kot Noses.
Medtem se je več sto pripadnikov milic iz okrožja Albany zbralo v Schenectadyju pod poveljstvom brigadnega generala Roberta Van Rensselaerja. 18. oktobra so se odpravili v zasledovanje Johnsonovih sil.Na poti so se jim pridružili pripadniki milice iz doline Schoharie, s čimer se je število Van Rensselaerjevih mož povečalo na okoli 600.

## Bitka pri Stone Arabii
Zjutraj 19. oktobra je polkovnik John Brown iz Pittsfielda, ki je poveljeval enoti nabornikov iz Massachusettsa in milice iz New Yorka, iz Fort Parisa v Stone Arabiji izvedel izpad z namenom napada na Johnsonov oddelek na severni strani reke Mohawk. Dva dezerterja iz Royal Yorkers sta Browna obvestila, da je oddelek izoliran in manjši od 360 mož, ki jih je imel na voljo. Johnson pa je prej zjutraj prečkal Mohawk in se je lahko srečal z Brownom s svojo glavno silo.
Bitka pri Stone Arabiji je bila kratka. Potem ko se je Brownova predhodnica spopadla z oddelkom Brantovih prostovoljcev, je Brown ukazal svojim možem, naj se postavijo v manj kot idealen obrambni položaj v gozdu za kamnito ograjo. Nato so jih z leve napadli Brantovi prostovoljci in z desne Butlerjevi rangerji. Johnson je osebno vodil oddelke 8. in 34. polka v napad na Brownovo sredino. Brown je bil ustreljen in ubit, medtem ko je bil na konju, njegovi možje pa so se v neredu umaknili. Ubitih je bilo približno 40 mož. Mnogi preživeli so pobegnili v Fort Paris ali manjši Fort Keyser, medtem ko so nekateri pobegnili čez reko. Johnson je kasneje poročal, da so bili ubiti en vojak iz 8. polka in trije Irokezi ter da je bil Brant rahlo ranjen.
Johnson je zavrnil napad na Fort Paris ali Fort Keyser, vendar so bile hiše, skednji in dve cerkvi v Stone Arabiji kmalu v plamenih. Med dokumenti, najdenimi na truplu polkovnika Browna, je bilo pismo, iz katerega je Johnson izvedel, da je bila Van Rensselaerjeva kolona dan prej v Fort Hunterju. Johnson je zbral svoje čete in nadaljeval pohod proti zahodu.

## Klockovo polje
Ko se je Van Rensselaer zjutraj 19. oktobra približal Fort Plainu (uradno znanemu kot Fort Rensselaer), so ga pričakali polkovnik Louis Dubois in njegovi naborniki iz New Yorka, podpolkovnik Samuel Clyde z milico okrožja Tryon in 50 oneidskih bojevnikov, ki jih je vodil Akiatonharónkwen. Dubois je reko prečkal že prej, vendar se je vrnil, potem ko je naletel na vojake, ki so bežali po Brownovem porazu. Kljub protestom podpolkovnika Johna Harperja iz 2. polka nabornikov iz New Yorka, Van Rensselaer ni takoj prečkal reke, saj je bila milica iz Albanyja izčrpana, saj je marširala 26 ur z le kratkimi premori.
Duboisovim silam je bilo ukazano, naj se vrnejo čez reko, vendar so nato čakale več ur, dokler ni prečkala milica iz Albanyja. Van Rensselaer je svoje sile, ki so zdaj štele 950 mož, razdelil v tri kolone in se odpravil v zasledovanje Johnsona.
Johnson se je srečal z Van Rensselaerjevimi silami na kmetiji družine Klock vzhodno od St Johnsvilla. Svoj levi bok je utrdil z Jägersi in Brantovimi prostovoljci, desni bok pa z Butlerjevimi rangerji. V sredino je postavil svoje Royal Yorkerje, redne vojake iz 8. in 34. polka ter top "kobilico".
Milica iz Albanyja je tvorila Van Rensselaerjevi dve levi koloni. Razporedili so se proti Johnsonovi sredini, vendar so odprli ogenj, preden so bili v učinkovitem dosegu, in niso hoteli napredovati. Po več nerednih salvah so se umaknili, ko je Johnsonov center začel množično streljati. Desna kolona, sestavljena iz newyorških vpoklicev, milice Tryon in Oneida, pa je Jägers in Brantove prostovoljce izrinila z njihovih položajev in ogrozil Johnsonovo levo krilo. Protinapad Kraljevih Yorkerjev in 34. proti desni kolini je bil odbit.
Nastop teme v kombinaciji z gostim dimom iz streljanja z mušket in gorečih zgradb je povzročil precejšnjo zmedo. Ker so newyorški vpoklici milice pod polkovnikom Duboisom zdaj ogrožali njegov zadnji del, je Johnson ukazal umik. Kobilica je bila uničena in zapuščena. Johnson je prečkal Mohawk nekaj milj gorvodno in nadaljeval proti zahodu, vendar je bilo ujetih več njegovih zadnjih straž.
Van Rensselaer je poskušal zbrati albany milico, vendar se je odločil, da se mora umakniti, namesto da bi poskušal zasledovati Johnsona v temi. Naslednje jutro so se njegove sile odpravile v zasledovanje in do sredine popoldneva dosegle Fort Herkimer nasproti ustja West Canada Creek. Nekaj ur kasneje je Van Rensselaer prekinil zasledovanje, ko je postalo očitno, da so Johnsonove sile pobegnile.

## Posledice
20. oktobra sta stotnik John McDonell in njegova četa Butlerjevih Rangerjev, čeprav sta se ločila od preostalih Johnsonovih sil, napadla kolono okrepitev milice okrožja Tryon, pri čemer sta ubila deset, ujela dva in prisilila preostale k umiku. Nekaj dni kasneje je bil odred iz Fort Stanwix, ki je bil poslan uničit bateauxe, ki jih je Johnson pustil na južnem koncu jezera Onondaga, ujet praktično nedotaknjen s strani Leakejeve neodvisne čete.
Johnsonove sile so 26. oktobra dosegle Oswego. V svojem poročilu guvernerju Haldimandu je poročal, da je imel devet mrtvih, dva ranjena in 52 pogrešanih, vključno s stotnikom Georgeom Daneom iz Rangerjev. Dane je prispel v Oswego nekaj dni kasneje s 17 možmi. Večina preostalih je bila določena kot vojni ujetniki.
Guverner Clinton je [[Kontinentalnemu kongresu]] poročal, da je bilo uničenih 150.000 ton žita in 200 bivališč in da "se Schenectady zdaj lahko reče, da je postal meja naše zahodne meje."
Van Rensselaerjeva zamuda pri prečkanju reke in njegova odločitev, da ne bo takoj zasledoval Johnsona, sta naslednjo pomlad privedli do uradne preiskave. Ugotovljeno je bilo, da je general ravnal primerno, vendar so bili zgodovinski pisci, kot sta William Leete Stone Sr. in Nelson Greene, zelo kritični do generalovih odločitev. Green je zapisal, da je Van Rensselaer pokazal "strahopetnost generala, popolnoma neprimernega za vojaško poveljstvo." Van Rensellaer pa se je dobro zavedal, da je njegova albany milica izčrpana in da so bile Johnsonove sile bolj izkušene.